# Côtes-de-millau
Le côtes-de-millau est un vin français AOC dont le vignoble est situé dans le département de l'Aveyron

## Historique

### Antiquité
Le vignoble de Millau date probablement de l'époque romaine. Millau, Condatomagus sous l'Empire romain, était un grand centre de production de poteries sigillées, comme l'ont prouvé les fouilles du site archéologique de La Graufesenque.

### Moyen Âge
Au Moyen Âge, les vignes sont entretenues pour servir de vin de messe et de boisson aux pèlerins, en particulier à Compeyre où le vin est apprécié par les Papes en Avignon, grâce entre autres à la qualité de sa conservation dans les 80 caves à fleurines que recense cette commune. L'aristocratie locale veut ensuite avoir sa production et les abords de Millau sont encépagés.

### Période moderne
À la Révolution, les parcelles sont redistribuées ; elles fournissent le vin de consommation familiale. Dans les années 1870, le vignoble subit les assauts du phylloxéra et du chemin de fer. Le vin bon marché arrive par le train du Languedoc voisin. Beaucoup de parcelles sont abandonnées, les autres étant replantées soit en cépages venus d'ailleurs, gamay par exemple ou en hybrides producteurs directs. Entre 1914 et 1918, de nombreuses parcelles sont aussi abandonnées, faute de bras pour les travailler.

### Période contemporaine
Paradoxalement, c'est le gel de 1956 qui va amorcer le renouveau du vignoble moribond. Les producteurs qui décident de replanter sont les seuls motivés par la viticulture. Les parcelles sont encépagées avec des cépages de qualités, conservant le gamay, redécouvrant les cépages locaux et introduisant la syrah. Une cave coopérative est créée et le vin devient vin de pays des gorges et côtes de Millau. En 1994, il est reconnu comme VDQS et raccourcit son nom en côtes de Millau.

## Situation géographique

### Orographie
Le vignoble est implanté sur des bandes de terres en terrasses (les fáyssos) qui s'étirent tout au long de la vallée du Tarn qui a creusé la roche caussenarde.

### Géologie
Son terroir est établi en bas de pente sur des éboulis argilo-calcaires à l'est et des grès du Trias à l'ouest.

### Climat
Les vignes sont en exposition sud, sur des terres maigres et drainantes, à l'abri des vents dominants, vent du nord et vent d'autan. Trois influences climatiques se font sentir :
- Au printemps et en automne, les vents d'ouest et du sud-ouest déterminent un climat de type océanique.
- En été, les vents du sud-est font prédominer un climat de type méditerranéen mais ces vents peuvent aussi perturber le cours normal des saisons à toute époque de l'année.
- En hiver, les vents du nord soumettent ce pays aux rigueurs du climat continental.

| Mois                                  | jan.       | fév.       | mars       | avril     | mai       | juin      | jui.      | août     | sep.      | oct.      | nov.       | déc.      | année      |
| ------------------------------------- | ---------- | ---------- | ---------- | --------- | --------- | --------- | --------- | -------- | --------- | --------- | ---------- | --------- | ---------- |
| Température minimale moyenne (°C)     | 1          | 1          | 3          | 4         | 8         | 12        | 14        | 14       | 11        | 8         | 4          | 2         | 7          |
| Température maximale moyenne (°C)     | 6          | 7          | 11         | 13        | 17        | 22        | 25        | 25       | 20        | 15        | 9          | 7         | 14,75      |
| Record de froid (°C) date du record   | −17,5 1985 | −19,4 1963 | −12,9 1971 | −5,5 1986 | −2 1960   | 3 1969    | 6 1954    | 4,9 1984 | 1,6 1977  | −4,1 2003 | −10,3 1952 | −13 1973  | −19,4 1963 |
| Record de chaleur (°C) date du record | 15,9 1968  | 21,8 1990  | 23,5 1990  | 26,7 2005 | 29,2 2001 | 35,1 2003 | 37,5 1983 | 38 2003  | 34,1 1987 | 26,8 1997 | 23,9 1952  | 19,1 1987 | 38 2003    |
| Précipitations (mm)                   | 36,2       | 27         | 23,9       | 43,8      | 46        | 34,9      | 22,9      | 31,1     | 50        | 60,1      | 45,1       | 37,7      | 458,6      |

## Vignoble
Il est implanté autour de Millau, une trentaine de kilomètres vers l'amont et une vingtaine vers l'aval.

### Présentation
Le vignoble s'étend sur 17 communes de l'Aveyron : Aguessac, Broquiès, Castelnau-Pégayrols, Compeyre, Comprégnac, Creissels, La Cresse, Millau, Montjaux, Mostuéjouls, Paulhe, Peyreleau, Rivière-sur-Tarn, Saint-Georges-de-Luzençon, Saint-Rome-de-Tarn, Le Truel et Viala-du-Tarn.

### Encépagement
Les vins rouges sont élaborés à base de syrah, fer servadou, gamay et cabernet-sauvignon. Les rosés, sont issus de syrah et gamay.  Les vins blancs sont obtenus avec du mauzac et du chenin.

### Méthodes culturales et réglementation
La production annuelle est de 2 000 hl.

### Terroir et vins
Le vignoble produit 60 % de rouges, fruités et tanniques, les rosés, qui représentent 30 % de la production, sont des vins aux arômes de petits fruits rouges, les blancs donnent des vins floraux avec une touche de fruits secs.

### Structure des exploitations
Selon les sources INAO de 2005, il y avait 52 ha produisant 1 991 hl. on compte 17 viticulteurs et 10 vinificateurs (6 caves particulières, 2 caves coopératives et 2 négociants.

### Type de vins et gastronomie
Les rouges, au nez agréable et parfumé, ont une réelle persistance aromatique. Ils peuvent vieillir entre trois et quatre ans. Les rosés, aux notes fruitées, et les blancs, beaucoup plus floraux et longs en bouche sont à boire jeunes et très frais.